# Красносельцевское сельское поселение
Красносельцевское сельское поселение — муниципальное образование (сельское поселение) в Быковском муниципальном районе Волгоградской области. Административный центр — село Красноселец.

## География
Расположено в северо-восточной части Быковского района.
Площадь сельского поселения составляет 13 207 гектар, из которых 13 005 га (по состоянию на 2008 год) приходится на сельхозугодья и 135 га занимает застройка (по состоянию на 2008 год).
Граничит:
- на юге — с Палласовским районом;
- на западе — с Солдатско-Степновским сельским поселением;
- на северо-западе и севере — с Александровское сельским поселением;
- на севере — с Старополтавским районом;
- на востоке — с Садовским сельским поселением[1].

## Население
| 2010  | 2012  | 2013  | 2014  | 2015  | 2016  | 2017  |
| ----- | ----- | ----- | ----- | ----- | ----- | ----- |
| 1575  | ↘1546 | ↗1548 | ↘1514 | ↘1507 | →1507 | ↘1475 |
| 2018  | 2019  | 2020  | 2021  |       |       |       |
| ↘1464 | ↘1450 | ↘1438 | ↗1442 |       |       |       |

## Состав сельского поселения
| № | Населённый пункт | Тип населённого пункта       | Население |
| - | ---------------- | ---------------------------- | --------- |
| 1 | Красноселец      | село, административный центр | 1513      |
| 2 | Северный         | посёлок                      | 62        |

## Администрация
Глава — Кузнецова Нина Александровна (c 11 октября 2009 года);

Телефон/факс: 8(84495) 3-74-67

Адрес администрации: 404063, Волгоградская область, Быковский район, с. Красноселец, ул. Ленина, 27.

e-mail: bykkrasnoselec@ya.ru

## Транспорт
Протяженность автодорог местного значения — 10 км.